# Berlin (Vermont)
Berlin település az Amerikai Egyesült Államok Vermont államában, Washington megyében. Lakosainak száma 2849 fő (2020. április 1.).

## Közlekedés
A települést érinti az Amtrak egyik távolsági vasúti járata is, a Vermonter.

## Népesség
A település népességének változása:

| 2010 | 2 887 |
| 2020 | 2 849 |